# Уккозеро (озеро, Карелия)
Уккозеро — озеро на территории Сумпосадского сельского поселения Беломорского района Республики Карелии.

## Общие сведения
Площадь озера — 2,3 км², площадь водосборного бассейна — 7,63 км². Располагается на высоте 91,8 метров над уровнем моря.
Форма озера лопастная. Берега изрезанные, каменисто-песчаные, преимущественно заболоченные.
С юго-западной стороны озера вытекает Уккручей, впадающий с правого берега в реку Ухту, которая, в свою очередь, втекает в реку Нюхчу, впадающую в Онежскую губу Белого моря (Поморский берег).
Код объекта в государственном водном реестре — 02020001411102000009230.